# Crkva sv. Magdalene kod Hvara
Crkva sv. Magdalene na lokalitetu Njivama nedaleko od gradića Hvara.

## Opis
Jednobrodna svođena crkva s polukružnom apsidom, sagrađena u 15. stoljeću na pretpovijesnom tumulu, na lokalitetu Njive nedaleko Hvara. Smještena je uz antički put koji spaja Hvar i Stari Grad. Pokretnine crkve nisu sačuvane. Kroz stoljeća je služila blagoslovu polja.

## Zaštita
Pod oznakom Z-5805 zavedena je kao nepokretno kulturno dobro - pojedinačno, pravna statusa zaštićena kulturnog dobra, klasificirano kao "sakralne građevine".